# Peter van der Merwe (Cricketspieler)
Peter Laurence van der Merwe (* 14. März 1937 in Paarl, Südafrika; † 23. Januar 2013; Port Elizabeth, Südafrika) war ein südafrikanischer Cricketspieler, der zwischen 1963 und 1967 für die südafrikanische Nationalmannschaft spielte.

## Aktive Karriere
Van der Merwe gab sein First-Class-Debüt in der Saison 1956/57 und spielte zunächst für South African Universities und dann für die Western Province. Sein Test-Debüt erfolgte im Dezember 1963 in Australien. Bei der Tour waren seine beste Leistung 31 Runs im zweiten Spiel und bei der anschließenden Tour in Neuseeland gelangen ihm 44 Runs im ersten Test. Bei der im Januar 1965 stattfindenden Tour gegen England erreichte er in der zweiten Begegnung sein erstes internationales Fifty über 66 Runs. Auf Grund seiner Führungsqualitäten führte er das Team beim Gegenbesuch in England im Juli 1965 als Kapitän an, wobei sich Südafrika mit 1–0 in der Serie durchsetzen konnte. Dies tat er auch bei der Tour gegen Australien in  der Saison 1966/67. Hier konnte er im ersten Spiel ein Fifty über 76 und im zweiten über 50 Runs erreichen. Auch bei dieser Tour konnte sich Südafrika mit 3–1 durchsetzen. Daraufhin trat er aus der nationalmannschaft zurück und absolvierte sein letztes First-Class-Spiel in der Saison 1968/69.

## Nach der aktiven Karriere
Nach seinem Rücktritt hatte er eine erfolgreiche Karriere im Geschäftsleben. Er blieb jedoch dem Cricket verbunden, arbeitete als Selektor der südafrikanischen Nationalmannschaft und war für acht Jahre Match Referee beim Weltverband. Im Januar 2013 verstarb er im Alter von 75 Jahren.